# 현애자
현애자(玄愛子, 1962년 10월 28일 서귀포 ~ )는 대한민국의 정치인이다.
1980년 경희대학교 가정대학에 입학하여 탈패활동을 하였다. 그러나 몸이 좋지 않아 4학년 1학기까지 마친 뒤 고향인 제주로 내려가 요양하다 결혼하였고 농사를 짓게 되었다. 이때부터 자연스럽게 농민운동을 시작하였으며 이 과정에서 많은 빚을 지게 되어 17대 국회의원 중에 가장 빚이 많은 국회의원으로도 유명하다. 보건복지위원회에서 활동하며 대한민국 최초로 '장애인 이동권 법안' '장애인 교육법' '무상교육 1단계 법안'등을 통과시켰고, 2007년에는 제주도 군사기지화 반대를 위해 30여일간 단식투쟁을 하기도 하였다.
- 2004년 민주노동당 비례대표 국회의원이 되었다. 2006년 9월, 경희대학교 생활과학부 아동가족전공에 재입학하여 이듬해 2월 27년 만에 학사 학위하였다.

## 역대 선거 결과
|  | 13.03% |

|  | 11.53% |